# Harry Dickason
Harold „Harry” Dickason (Nagy-Britannia, North Yorkshire, Harrogate, 1890. április 16. – Nagy-Britannia, West Midlands, Birmingham, 1962. január 21.) olimpiai bronzérmes brit tornász.
Az 1912. évi nyári olimpiai játékok, Stockholmban egy torna számban indult. Csapat összetettben bronzérmes lett.